# اشچینا
اشچینا (به لاتین: Trzcinna) یک منطقهٔ مسکونی در لهستان است که در Gmina Nowogródek Pomorski واقع شده‌است.

## خصوصیات
اشچینا ۳۷۰ نفر جمعیت دارد.